# Gonçal Soler i Bernabeu

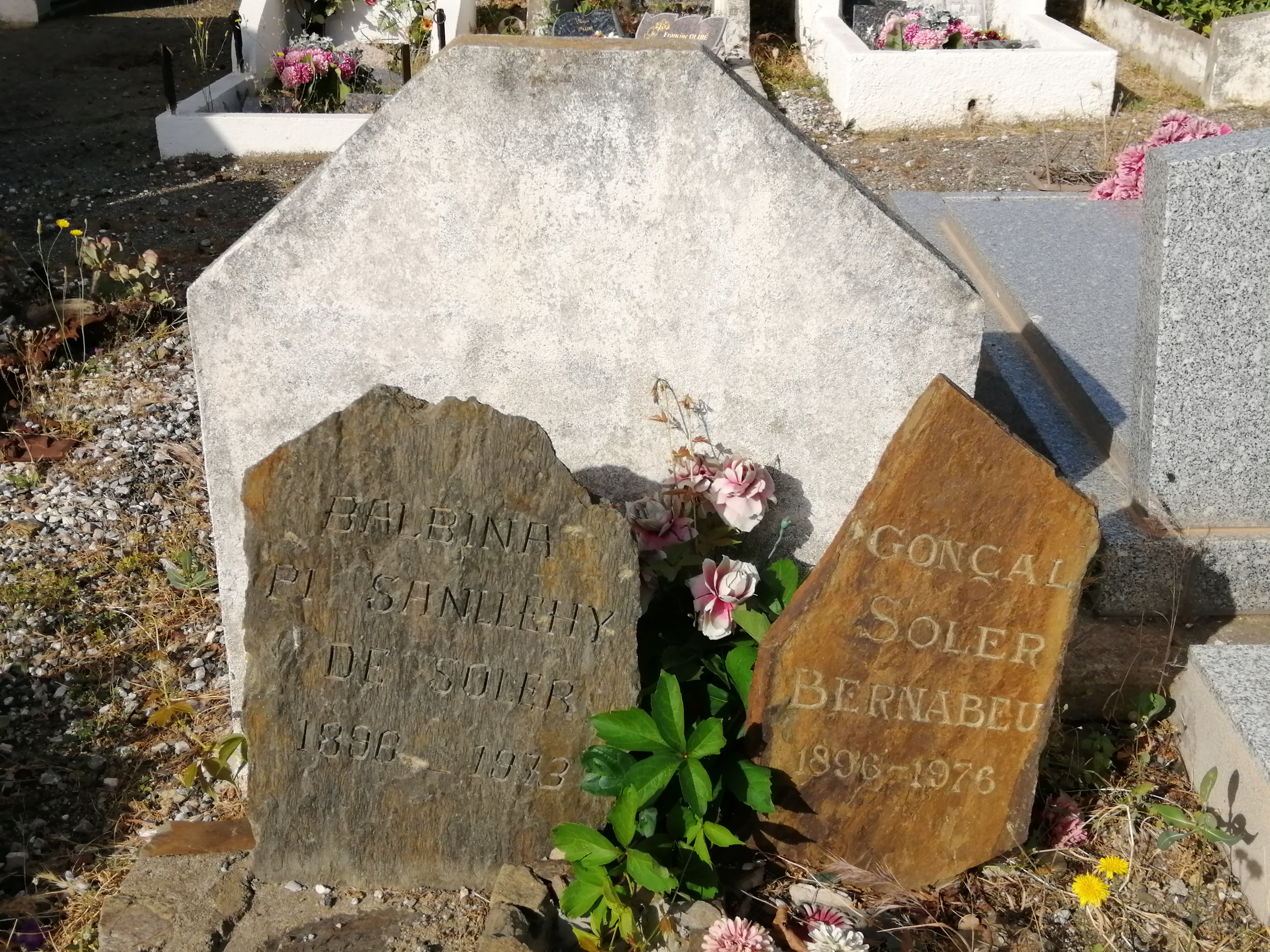
Sepultura de Gonçal Soler Bernabeu i Balbina Pi Sanllehy. Cementiri de Banyuls de la Marenda (cementiri 2) (autor: Genís Ribé Monge).

Gonçal Soler i Bernabeu (Alcoi, 30 de gener del 1896 - Banyuls de la Marenda, 23 de juny del 1976) fou un sindicalista català. Era el marit de la dirigent anarcosindicalista Balbina Pi i el pare de la cantantautora Teresa Rebull.

## Biografia
Gonçal Soler era fill de Joaquim Soler i Figuerola i de Maria Bernabeu i Carbonell, treballadors, que van tenir sis fills: Maria, Gonçal, Rigobert, Romuald, Joaquim i Rogeli. Acabats els estudis primaris, començà a treballar en el ram del tèxtil com a teixidor. Establert a Sabadell, va esdevenir un dirigent de la Federació Local de Sindicats, al costat de Josep Rosas, Miquel Bertran i Josep Moix. Orador fàcil, també va escriure al periòdic Vertical, que va dirigir del 1933 al 25 de maig del 1934. Durant la guerra, va tenir un càrrec important al PSUC. Acabat el conflicte bèl·lic, el van detenir i empresonar a la Model, on fou condemnat a mort, però gràcies a la intervenció dels sabadellencs Josep Maria Marcet, Esteve Maria Relat i Antoni Tamborini, el van alliberar. Amb Balbina Pi van tenir tres filles: Teresa Rebull, Assutzena –Susanna– i Llibertat –Berta–. Passà els últims anys en diferents localitats franceses i el 1972 s'establí a Banyuls de la Marenda, per ser prop de la seva dona i les seves filles.